# 小行星6887
小行星6887（6887 Hasuo）是一颗围绕太阳公转的小行星。1951年11月24日，瑪格麗特·盧吉爾在尼斯发现了此天体。
这颗小行星的绝对星等为337.2143904106159等。